# Штефан Келлер
Штефан Келлер (нім. Stephan Keller, нар. 31 травня 1979, Цюрих) — швейцарський футболіст, що грав на позиції захисника. По завершенні ігрової кар'єри — тренер.
Виступав, зокрема, за клуби «Ксамакс» та «Де Графсхап», а також національну збірну Швейцарії.

## Клубна кар'єра
У дорослому футболі дебютував 1999 року виступами за команду «Ксамакс», в якій провів два сезони, взявши участь у 63 матчах чемпіонату. Більшість часу, проведеного у складі «Ксамакса», був основним гравцем захисту команди.
Протягом 2001—2002 років захищав кольори клубу «Крієнс».
Своєю грою за останню команду привернув увагу представників тренерського штабу клубу «Цюрих», до складу якого приєднався 2002 року. Відіграв за команду з Цюриха наступні два сезони своєї ігрової кар'єри. Граючи у складі «Цюриха» також здебільшого виходив на поле в основному складі команди.
Згодом з 2004 по 2005 рік грав у складі команд «Аарау» та «Рот Вайс» (Ерфурт).
У 2005 році уклав контракт з клубом «Валвейк», у складі якого провів наступні два роки своєї кар'єри гравця. Тренерським штабом нового клубу також розглядався як гравець «основи».
З 2007 року два сезони захищав кольори клубу «Де Графсхап».
Протягом 2009—2011 років захищав кольори клубу «Сідней».
Завершив ігрову кар'єру у команді «Віллем II», за яку виступав протягом 2011—2012 років.

## Виступи за збірні
У 2002 році залучався до складу молодіжної збірної Швейцарії. На молодіжному рівні зіграв у 4 офіційних матчах.
Того ж року дебютував в офіційних матчах у складі національної збірної Швейцарії.
Загалом протягом кар'єри в національній команді, яка тривала 2 роки, провів у її формі 3 матчі.

## Кар'єра тренера
Розпочав тренерську кар'єру відразу ж по завершенні кар'єри гравця, 2012 року, увійшовши до тренерського штабу клубу ПСВ.
Протягом тренерської кар'єри також очолював команду «Аарау», а також входив до тренерських штабів клубів «НАК Бреда» та «Аарау».
Наразі останнім місцем тренерської роботи був клуб «Аарау», головним тренером команди якого Штефан Келлер був з 2020 по 2022 рік.